# 咸安公主
咸安公主（8世纪？—808年），唐德宗女，母不详，唐朝和亲公主。
贞元四年（788年），唐朝与回纥和亲，以咸安公主下嫁回纥长寿天亲可汗，册为智慧端正长寿孝顺可敦。唐遣使湛然、关播等护送，天亲可汗遣其妹骨咄陆毗伽公主及国相等千余人出迎，执婿礼。长寿天亲可汗卒后，依俗相继嫁忠贞可汗、奉诚可汗、怀信可汗。元和三年（808年），卒于回鹘。改封燕国襄穆公主。

## 相关联接
- 中国古代和亲制度
- 中国历代和亲公主列表